# 盤瓠蠻
盤瓠蠻，中國南方古代民族，属五溪蛮的一支。又称槃瓠蛮。
得名于东汉应劭《風俗通義》关于盤瓠的传说。盤瓠蠻织绩木皮，染以草实，喜欢五色衣服，有自己的语言，喜欢居住在山谷中。吃肉、鱼，祭祀盤瓠。分布在江淮以南，包括巴蜀、荆州、长沙郡、武陵郡、庐江郡等地。苗瑶语系和百越民族，有和他类似的始祖传说、祖先崇拜。他的后裔与苗族、瑶族有渊源关系。